# جامعة كيئو
جامعة كيئو (باليابانية: 慶應義塾大学 كيئو غيجوكو دايغاكو) هي جامعة يقع مركزها الرئيسي في ميناتو طوكيو، اليابان. تعتبر من أرقى الجامعات في اليابان وهي من مستوى الجامعات التي تنتمي إلى رابطة اللبلاب الأمريكية، وهي أقدم جامعة في اليابان أسسها فوكوزاوا يوكيتشي كمدرسة للدراسات الأجنبية في إيدو عام 1858.
تضم الجامعة اليوم 11 حرمًا جامعيًّا موزعة بين طوكيو وكاناغاوا وتضم 9 كليات تغطي طيفًا واسعًا من الاختصاصات الجامعية تعمل كل كلية منها بصفة منفصلة.

## خريجون
من أشهر خريجي جامعة كيئو:
- جونيتشيرو كيوزومي، رئيس وزراء اليابان الأسبق (2001 - 2006)
- ريوتارو هاشيموتو، رئيس وزراء اليابان الأسبق (1996 - 1998)
- إنوكاي تسويوشي، رئيس وزراء اليابان الأسبق
- هيروفومي ناكاسوني، وزير الخارجية الياباني
- أوازوا إيتشيرو، سياسي والسكرتير العام للحزب الديمقراطي الياباني الأسبق.
- آكيو تويودا، الرئيس والرئيس التنفيذي لمؤسسة تويوتا للسيارات
- ساكورا مينامي، مغنية وممثلة يابانية.

## وصلات خارجية
- الموقع الرسمي لجامعة كيئو.